# Ilhem Marzouki
Ilhem Marzouki, née en 1957 et mort le 24 janvier 2008, est une universitaire, sociologue et figure tunisienne du féminisme.
Ses recherches portent sur l'histoire des idées et les mouvements féministes dans le monde arabe et particulièrement en Tunisie. Elle enseigne la sociologie politique à la faculté des sciences juridiques, politiques et sociales de Tunis.

## Engagement féministe
Elle participe au Cercle féministe avant de devenir membre fondatrice du Club d'études sur la condition féminine rattaché au Club culturel Tahar-Haddad en 1978. Elle est également membre fondatrice de la Commission sur la condition de la femme dans le travail en 1982 et de la revue Nissa en 1985.
En 1989, elle fonde avec d'autres militantes féministes l'Association des femmes tunisiennes pour la recherche sur le développement et l'Association tunisienne des femmes démocrates. Celle-ci lance en 2009 l'université féministe Ilhem-Marzouki dédiée à sa mémoire.

## Publications
- Le mouvement des femmes en Tunisie au XXe siècle : féminisme et politique, Paris, Maisonneuve et Larose, 1994, 310 p. (ISBN 2-7068-1103-X) (traduit en arabe par Amel Grami, Tunis, Centre national de traduction, 2011)
- Femmes d'ordre ou désordre de femmes, Paris, Noir sur Blanc, 2000, 169 p. (ISBN 9973-792-21-1)